# Митрофан (Гутовский)
Епископ Митрофан (в миру Михаил Петрович Гутовский; 1897, Волынская губерния — 12 сентября 1959, Куйбышев) — епископ Русской православной церкви, епископ Куйбышевский и Сызранский.

## Биография
Родился в 1897 году в семье священника на Волыни. В 1904 году поступил послушником в Яблочинский монастырь.
После революции в связи с изменением государственных границ оказался гражданином Польши.
В 1919 году окончил Волынскую духовную семинарию.
В 1930 году пострижен в монашество в Почаевской Лавре.
В 1931 году окончил Православный Богословский факультет Варшавского университета со званием магистра богословия.
Проходил послушание в Почаевской Лавре в должности заведующего Здолбуновским подворьем, потом в самой Лавре в должности эконома и казначея.
С 1934 года — наместник, а потом настоятель Яблочинского монастыря и заведующий псаломщико-диаконскими курсами при монастыре.
С 1945 года репатриирован из Польши. В том же году был назначен ректором Богословско-пастырских курсов при Жировицком монастыре. С 1947 года — ректор Минской духовной семинарии и наместник Жировицкого монастыря в сане архимандрита.
4 июля 1953 года в архиерейской Крестовой церкви был совершен торжественный чин наречения архимандрита Митрофана во епископа Бобруйского.
5 июля 1953 года хиротонисан во епископа Бобруйского, викария Минской епархии. Хиротония состоялась в Минске. Чин хиротонии совершали: митрополит Крутицкий и Коломенский Николай (Ярушевич), архиепископ Минский и Белорусский Питирим (Свиридов), епископ Смоленский и Дорогобужский Сергий (Смирнов).
28 ноября 1955 года — епископ Орловский и Брянский.
31 мая 1956 года — епископ Куйбышевский и Сызранский.
При нём в Покровском Соборе города Куйбышева вместо временного был установлен постоянный мраморный иконостас в византийском стиле. Собору власти передали множество конфискованных ранее из других храмов икон и бронзовой утвари.
Его характеризовали как настоящего монаха, тихого, скромного, требовательного к себе, самостоятельного в решении церковных вопросов.
Скончался 12 сентября 1959 года в Куйбышеве. Погребён в левой части притвора Покровского Кафедрального Собора.